# Sepp Allgeier

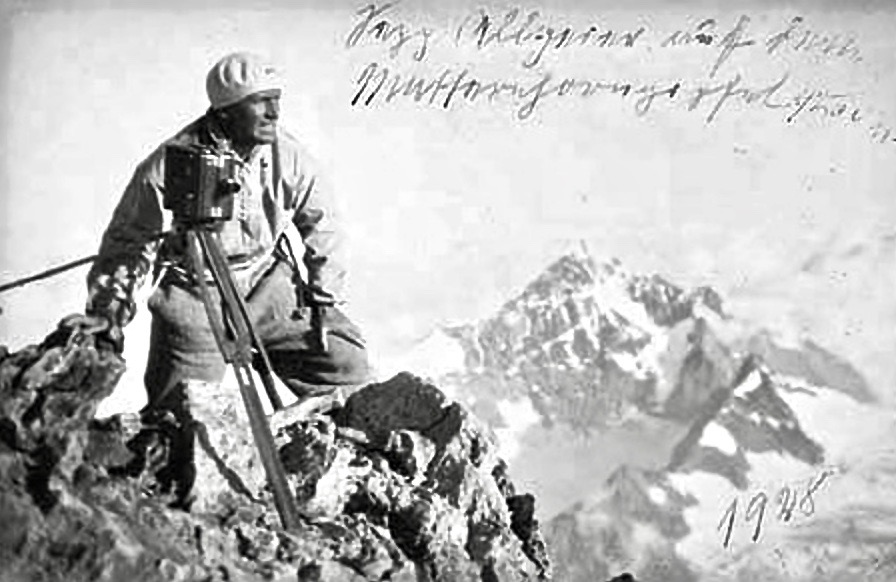
Sepp Allgeier mit Filmkamera bei Dreharbeiten für den Film Der Kampf ums Matterhorn auf dem Gipfel des Matterhorns, 1928

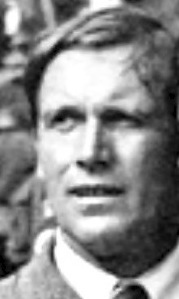
Sepp Allgeier, 1934

Josef „Sepp“ Allgeier (* 6. Februar 1895 in Freiburg-Wiehre; † 11. März 1968 in Freiburg-Ebnet) war ein deutscher Bergsteiger, Skiläufer, Skispringer, Kameramann, Fotograf, Drehbuchautor, Filmdarsteller und Regisseur. Er gilt als Pionier und Star-Kameramann des Berg-, Sport-, Ski- und Naturfilms, zusammen mit Arnold Fanck als Erfinder des Bergfilms. Allgeier wirkte an wegweisenden filmischen Highlights ebenso wie an propagandistischen Filmproduktionen mit.
Sepp Allgeier gehörte zur Freiburger Schule, drehte den ersten deutschen Hochgebirgsfilm, den weltweit ersten abendfüllenden Skifilm und den vermutlich ersten Lehrfilm über das Bergsteigen. Er war wohl der erste Kameramann, der im Schnee auf Skiern, von einem Luftfahrzeug aus und in der Arktis drehte. Er entwickelte eine eigene Bildsprache und war maßgeblich an der hohen bildlichen Qualität ästhetischer und spektakulärer Bergfilme der 1920er Jahre beteiligt.

## Leben

### Familie
Sepp Allgeier, am Annaplatz in Freiburgs Stadtteil Wiehre in ein römisch-katholisches Elternhaus geboren, war der Sohn des aus Sinsheim an der Elsenz stammenden Maurermeisters Philipp Allgeier (1858–1933) und dessen Ehefrau Margarete (1862–1943), geborene Hasenfuß, aus Zeutern bei Bruchsal. Sepp hatte zwei Geschwister, Albert und Margarete. Der Vater nahm den fünfjährigen Sepp mit in den Schwarzwald, wo den Jungen die verschneiten Bergkuppen und Nadelbäume nachhaltig begeisterten. Der Schwarzwald blieb zeitlebens Allgeiers große Liebe.
Sepp Allgeier heiratete im Jahr 1931 in Freiburg im Breisgau Bertha (1910–1998), geborene Ebenho. Aus dieser Ehe gingen zwei Kinder hervor, darunter der 1943 geborene spätere Kameramann Hans-Jörg Allgeier.

### Schule und Ausbildung

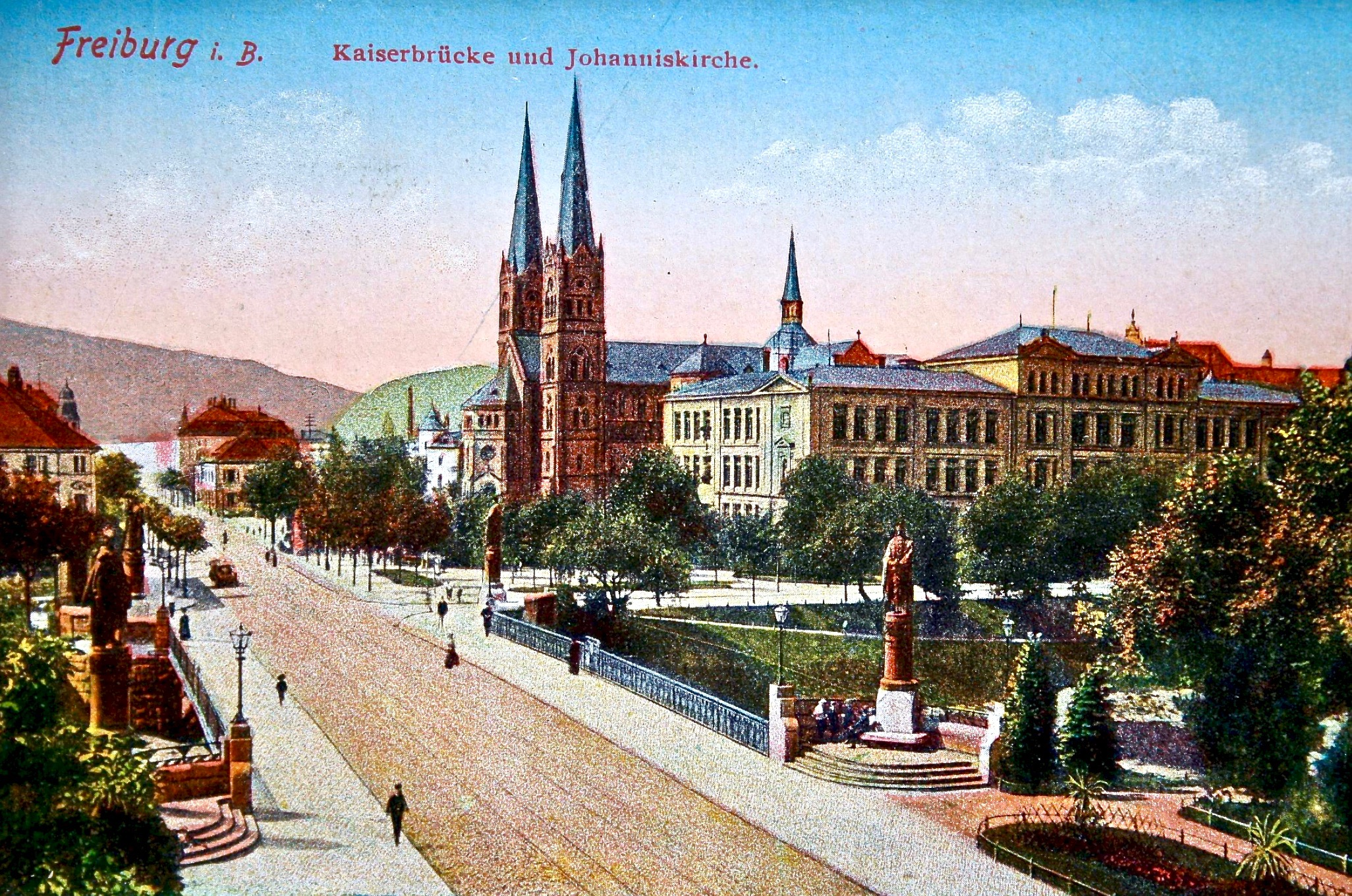
Die Freiburger Lessingschule (Bildmitte rechts), damals Volksschule, besuchte Sepp Allgeier von etwa 1902 bis 1910

Nach dem Abschluss der Volksschule, der Freiburger Lessingschule, begann er 1910 eine Lehre zum Textilzeichner bei der Weberei & Textilhandel August Gotthart in Freiburgs Schusterstraße. Dort lernte der 15-jährige Allgeier Stoffmuster zu entwerfen und wurde mit dem Rotationsdruck vertraut gemacht. Mit diesem Ausbildungsweg wurde er jedoch nicht recht glücklich, auch nicht als kurzzeitiger städtischer Mitarbeiter im Wohnungswesen. Es zog ihn vielmehr in die Natur; er wurde schon als Jugendlicher ein passionierter Bergsteiger und Skiläufer. Das Geld für seine ersten Schneeschuhe (so wurden Skier damals genannt), einen Schneeanzug und einen Rucksack verdiente er sich durch Botengänge für ein Geschäft in Freiburgs Kaiserstraße. Er betrachtete die Landschaft, zeichnete, malte, besaß ein gutes Auge und räumliches Vorstellungsvermögen, geeignete Voraussetzungen für einen späteren Kameramann und Fotografen.

### Berufliche Entwicklung

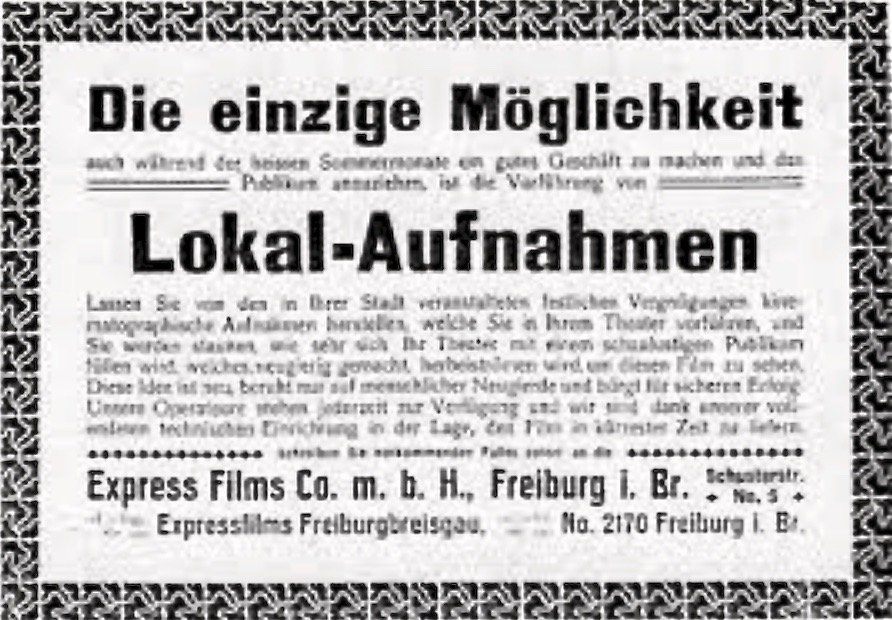
Zeitungsinserat der Express Films Co.m.b.H. in der Schusterstr. No. 5 in Freiburg i. Br.

Ab dem Jahr 1911 wurde er 16-jährig als Operateur (Kameramann) bei Bernhard Gottharts (1871–1950) Firma Express Films Co. m.b.H., die auch als Redaktion und Verlag »Der Tag im Film« – Erste deutsche tägliche kinematographische Berichterstattung, Freiburg i. Br. firmierte, tätig. Diese unterhielt für ihre tägliche Berichterstattung Agenturen in Amsterdam, Berlin, Budapest, Helsingfors, Kopenhagen, Kristiania, London, Moskau, Paris, Rostow am Don, Sofia, Stockholm und Wien. Der Unternehmer Bernhard Gotthart, der zwischen 1916 und 1919 mit Sepp Allgeiers Schwester Margarete verheiratet war, betrieb Lichtspielhäuser und wandte sich ab etwa 1908 auch der Filmproduktion zu. Mit Sepp Allgeier verband ihn eine Leidenschaft – der Skisport.
Am 1. Januar 1911 drehte Allgeier in Berlin den Aufstieg eines Luftschiffs von Schütte-Lanz und von diesem aus die Kaiserparade auf dem Tempelhofer Feld. Am 1. Januar 1912 durfte der noch nicht einmal 17-jährige Allgeier in Berlin bereits Kaiser Wilhelm II. und dessen sechs Söhne filmen, wobei er die sieben Herren des Hauses Hohenzollern erstmals vor einer laufenden Kamera zum Lachen gebracht haben soll. Grund dafür sei die unkonventionelle Bekleidung Allgeiers gewesen. Allgeier habe einen (vermutlich geliehenen) Frack und Zylinder mangels Geld mit einer knabenhaft wirkenden kurzen Hose kombiniert.
Im selben Jahr drehte er als einer der Pioniere des Genres der Bergfilme den ersten deutschen Hochgebirgsfilm Alpine Technik des Kletterns im Fels, den vermutlich weltweit ersten Lehrfilm über das Klettern im Hochgebirge. Vor ihm hatte nur ein Brite seine Kamera mit auf das Matterhorn genommen, aber Aufnahmen mitgebracht, die weder ästhetisch noch erhaben wirkten.

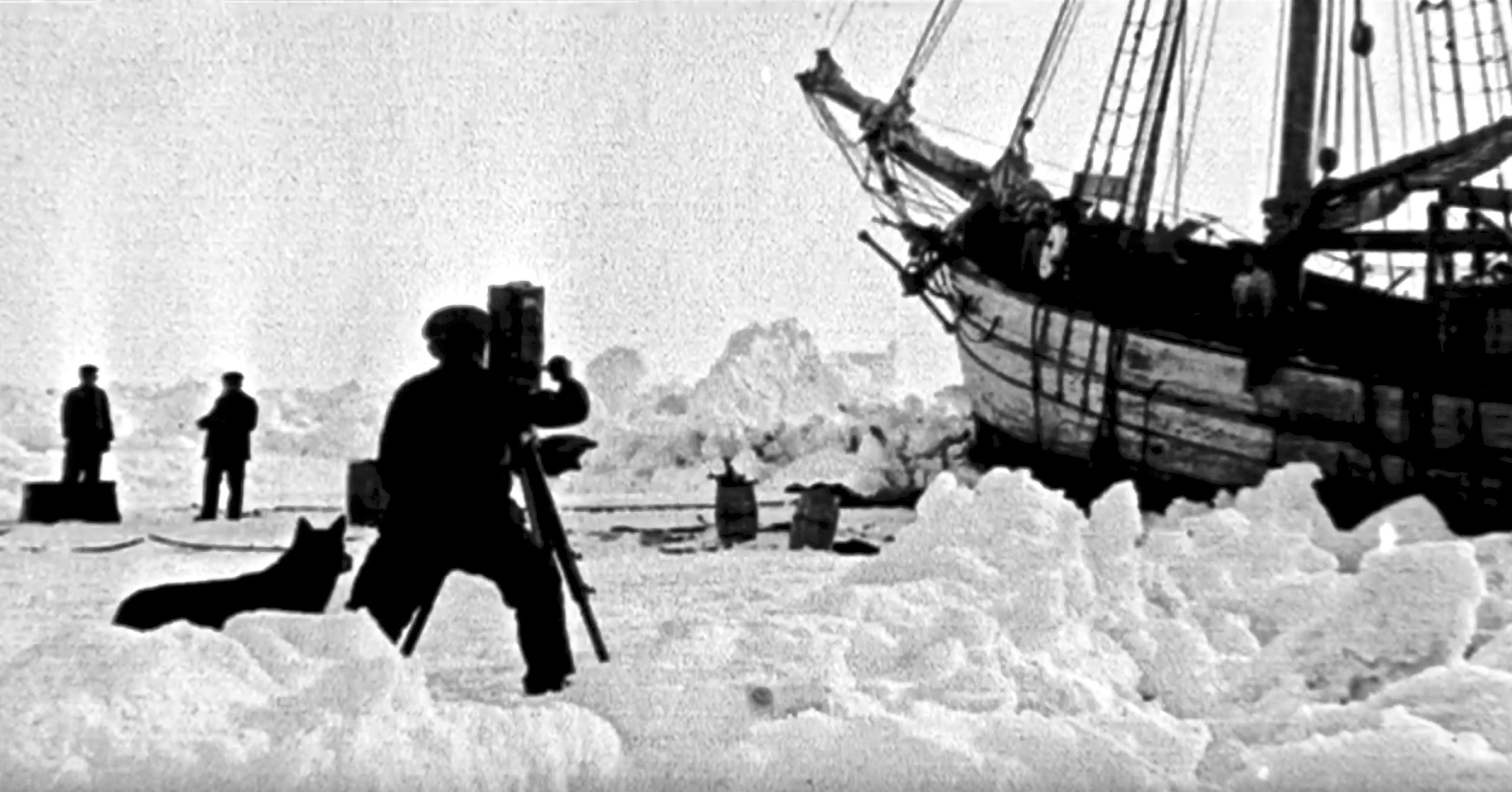
Der 18-jährige Sepp Allgeier (im Vordergrund) filmt im Mai 1913 das vom Packeis eingeschlossene Schiff Løvenskiold, mit dem er und Bernhard Villinger an der von Polarforscher Theodor Lerner organisierten Hilfsexpedition teilnahmen, um den vermissten Herbert Schröder-Stranz zu retten

1913 nahm er mit Rudolf Biehler, Gerhard Graetz (1890–1977) und Bernhard Villinger an einer Hilfsexpedition des in Frankfurt am Main ansässigen Polarforschers Theodor Lerner nach Spitzbergen zur (vergeblichen) Rettung von Herbert Schröder-Stranz teil, die er trotz Kälte vier Monate lang filmisch dokumentierte. Auch dort betrat er als Kameramann filmisches Neuland. Danach schrieb die renommierte Frankfurter Zeitung über ihn: „Mehr als alle Lobsprüche verrät die vorzügliche Filmaufnahme, dass der 18-jährige Allgeier mit aller Überlegung und mit all seiner großen Kunst bei der Sache war.“
Im selben Jahr lernte er während einer Besteigung des Monte Rosa in den Walliser Alpen den enthusiastischen Geologen Arnold Fanck kennen. Als dieser als vorübergehender Teppichhändler seine erste eigene Filmkamera finanzieren konnte, brachte ihm Allgeier, längst ein Meister auf diesem Gebiet, deren Bedienung bei. Fanck engagierte Allgeier später für seinen Bergfilm Die Besteigung des Monte Rosa – 4628 Meter hoch auf Skiern, einer filmtechnischen Herausforderung unter vielen Gefahren.
Ebenfalls 1913 soll Allgeier eine filmische Reise durch Balkanländer unternommen haben, möglicherweise als Operateur bei Robert Isidor Schwobthaler (1876–1934) und Albert Herr (1890–1943), die durch den griechischen König Konstantin I. beauftragt worden waren, Film- und Fotoaufnahmen der Balkankriege zu machen. Dagegen wird seitens des Staatsarchivs Freiburg explizit ausgeführt, dass sich Allgeier zur Zeit des Zweiten Balkankrieges noch auf dem Rückweg von der Arktisexpedition befunden habe und daher nicht zeitgleich am Balkan gewesen sein könne.
Im Ersten Weltkrieg meldete sich der 19-jährige Allgeier freiwillig und wurde als Frontfotograf dem Generalkommando der 5. Armee unter Kronprinz Wilhelm von Preußen zugeteilt, das an der Westfront kämpfte. Dort fotografierte er Kameraden, damit diese die Aufnahmen an ihre Familien, Freundinnen und Ehefrauen versenden konnten, und dokumentierte in Flandern, in der Champagne und bei Verdun auch Soldatengräber, bevor diese von Granaten zerstört wurden. 1916 wurde Allgeier zum Gefreiten befördert und erhielt später das Eiserne Kreuz.

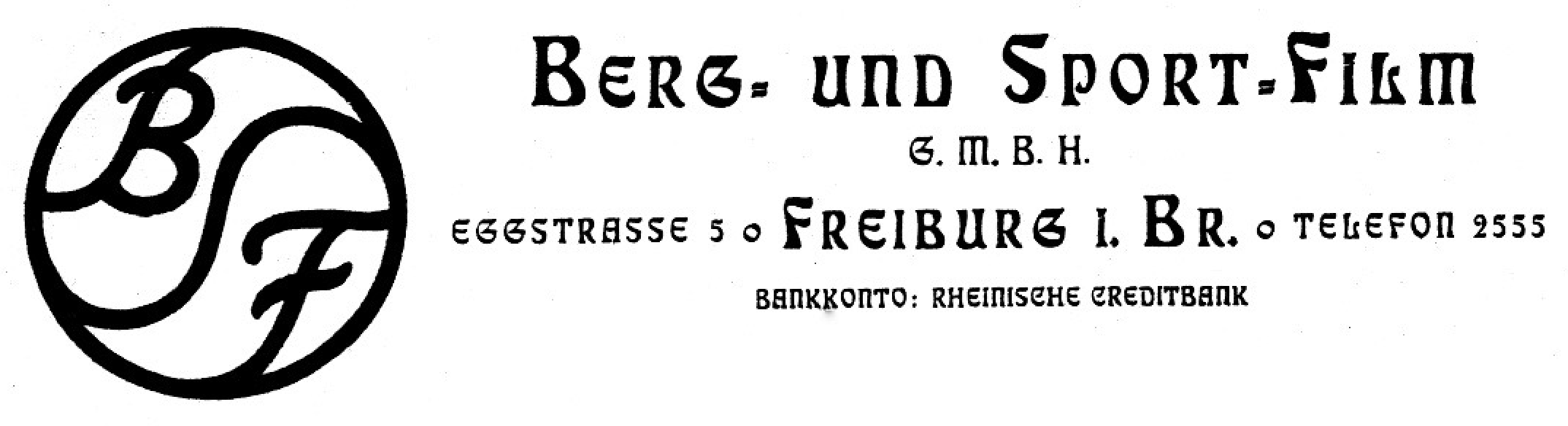
Briefkopf mit Bildmarke der Berg- und Sport-Film G.m.b.H., 1920er Jahre

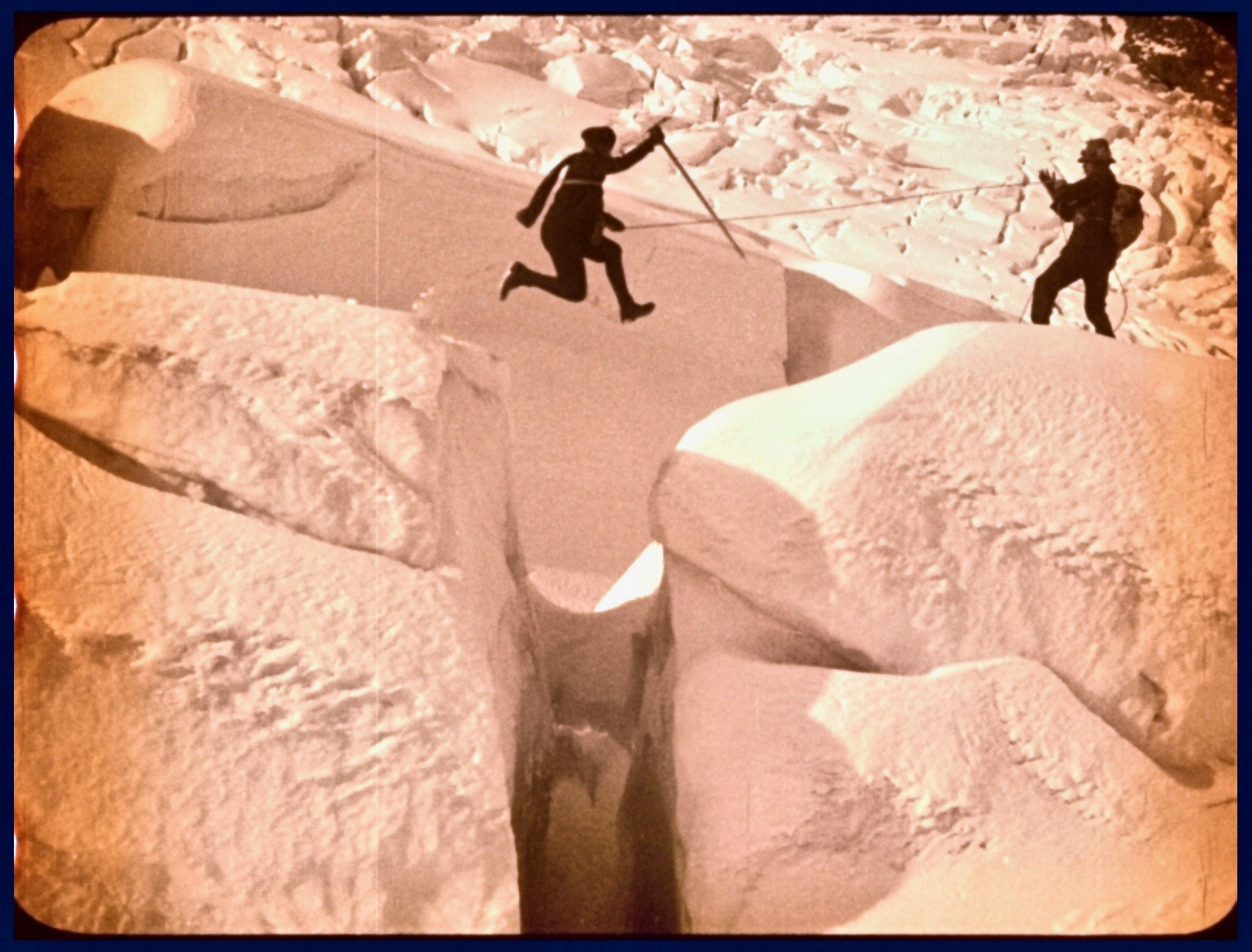
Sprung über eine tiefe Fels- oder Gletscherspalte – Standbild aus dem Stummfilm Im Kampf mit dem Berge (1920) von Arnold Fanck, Kamera: Sepp Allgeier und Arnold Fanck, Musik: Paul Hindemith

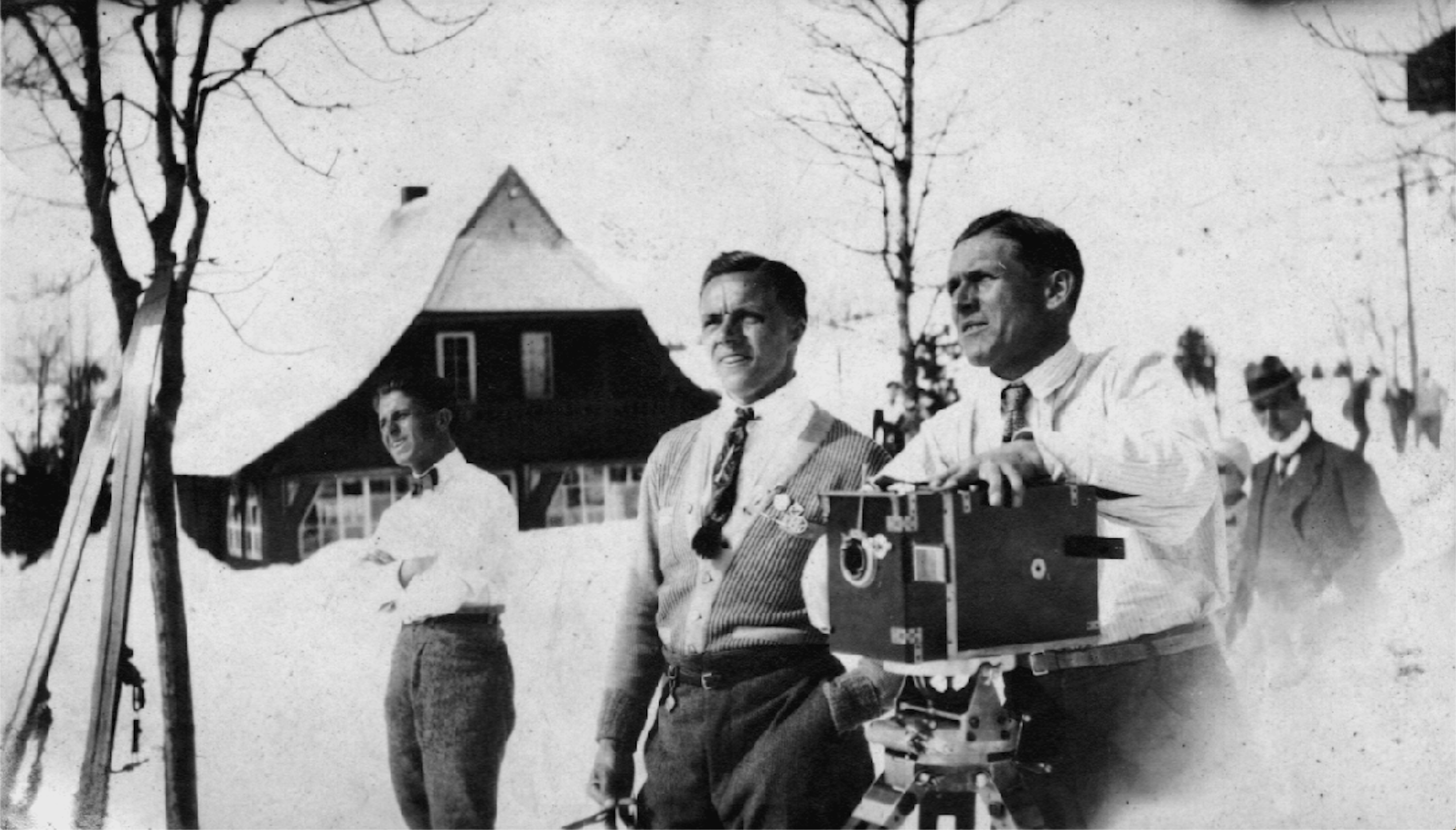
Sepp Allgeier (rechts) an einer Lyta-Kamera, der weltweit ersten Spiegelreflexkamera, die auf Anregung von Arnold Fanck durch die Lytax-Werke der Apparatebau Freiburg G.m.b.H. gefertigt wurde

Nach Kriegsende zunächst arbeits- und mittellos, dann als Technischer Zeichner in einem Freiburger Architekturbüro angestellt, fungierte Allgeier zwischen 1920 und 1923 als Erster Kameramann der in Freiburg neu begründeten Berg- und Sport-Film G.m.b.H. mit Sitz in der Röderstraße 9. Deren Gesellschafter waren Rolf Bauer, Arnold Fanck, Odo Deodatus Tauern und ab 1921 auch Bernhard Villinger.
Die Kameraleute dieser Produktionsfirma, neben Allgeier auch Richard Angst, Albert Benitz, Kurt Neubert, Walter Riml und Hans Schneeberger, zunächst den harten Nachkriegsbedingungen entsprechend denkbar schlecht ausgestattet, experimentierten mit Kameras, Objektiven und Betrachtungswinkeln. Das bloße Abfilmen reichte ihnen nicht, sie wollten Berg, Skisport und den Menschen als Bezwinger in einen Zusammenhang, in ein Spannungsverhältnis bringen. Die Grandiosität der Bergwelt, deren Erhabenheit und Schönheit, sollte sich dem Betrachter der Filme vermitteln. Allgeier und Fanck entwickelten ständig neue Kameratechniken, „entfesselten“ die Kamera. Sie schnitten für die Objektive unterschiedlichste schwarze Masken zur Fokussierung, weil es noch keine Zoomfunktion gab. Allgeier und Fanck wurden auf diese Weise zu bedeutenden Ideengebern einer innovativen Kameraarbeit. Die so entstandenen Berg- und Skifilme waren Resultate von Expeditionen in häufig unerschlossene Gebiete, wurden unter schwierigsten Bedingungen und Lebensgefahr gedreht. Der am Feldberg im Schwarzwald gedrehte Film Das Wunder des Schneeschuhs hatte im Spätsommer 1920 als weltweit erster Skifilm in Berlins Scala vor rund dreitausend Zuschauern und Regierungsmitgliedern Premiere und wurde auch international sehr erfolgreich.

„Der Film ist an die zehn Jahre lang gelaufen. Der hat mindestens 6–8 Millionen Zuschauer gehabt und da hat nun das Publikum in Städten zum ersten Mal gesehen, Skilaufen gleich in höchster Vollendung, denn wir waren die Elite der besten Skiläufer damals und eine Schneefotografie, wie man es halt auch noch nicht gesehen hat.“

Reichspräsident Friedrich Ebert erschien zu Allgeiers gefeierten Filmpremieren; am Broadway wurden seine Filme mit überwältigendem Erfolg aufgeführt und waren teils über drei Jahre ausverkauft. Die US-Filmzeitschrift American Cinematographer Magazine würdigte ihn und seinen Assistenten: „Selbst wir in Hollywood können noch viel von der Kamerakunst der Herren Allgeier und Benitz lernen.“ Bedeutende Hollywoodstars wie Douglas Fairbanks sollen begeistert gewesen sein und sich äußerst verwundert gefragt haben, wo bei gewagten Einstellungen und Perspektiven die Kamera stand. Allgeier galt als bewundernswertes Vorbild für filmische Hollywood-Kreative.

„Wenn man all die Ausrüstung sieht, wenn man sieht die Möglichkeiten, die sie hatten, ist das schon phänomenal.“

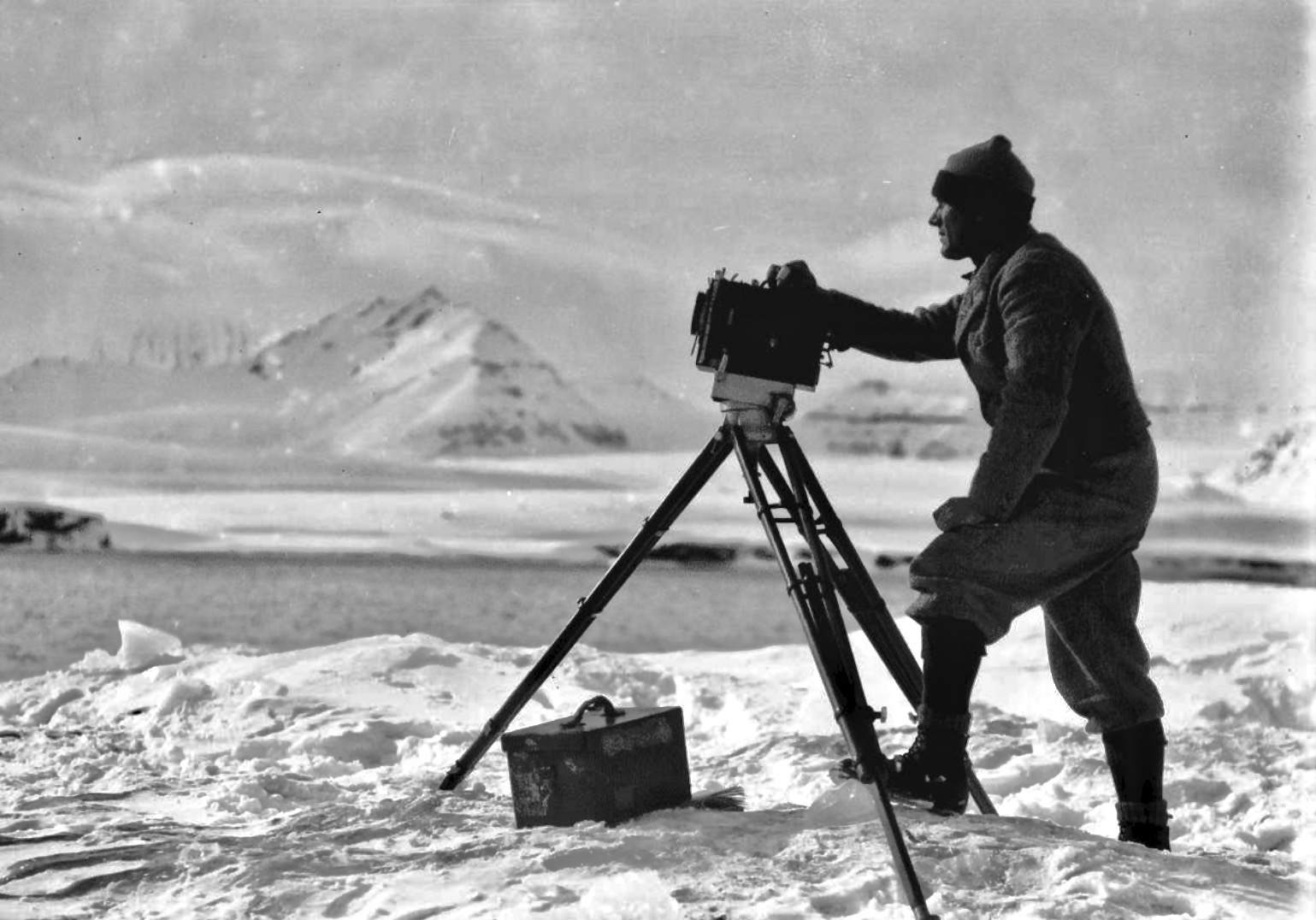
Sepp Allgeier 1926 während einer UFA-Expedition nach Spitzbergen und Grönland für den Stummfilm Milak, der Grönlandjäger, 1928 uraufgeführt

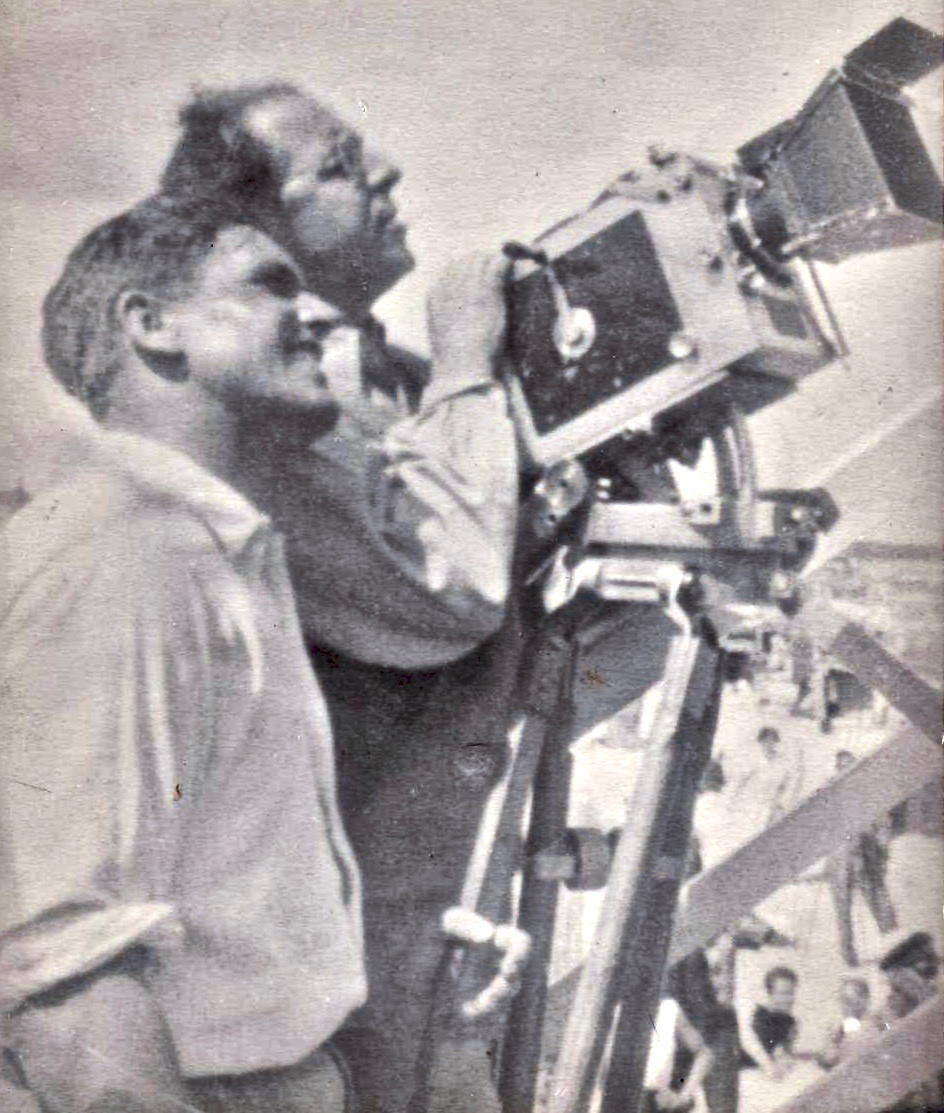
1929 am Set von Tagebuch einer Verlorenen (Roman: Margarete Böhme) am Ostseestrand bei Swinemünde, vorn Sepp Allgeier, dahinter Regisseur Georg Wilhelm Pabst

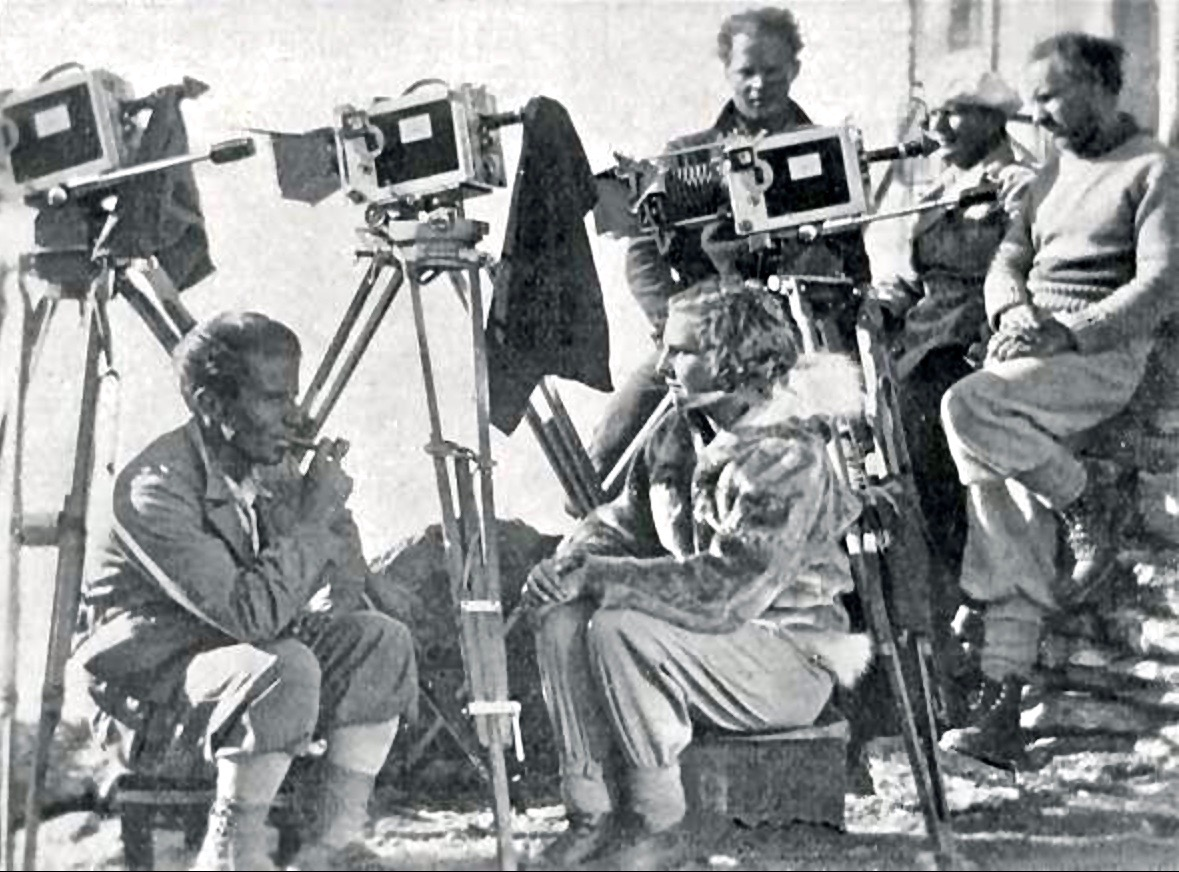
1930 am Set von Stürme über dem Mont Blanc von links nach rechts: Kameramann Hans Schneeberger, Schauspielerin Leni Riefenstahl, Kameramann Richard Angst, Kameramann Sepp Allgeier, Regisseur Arnold Fanck

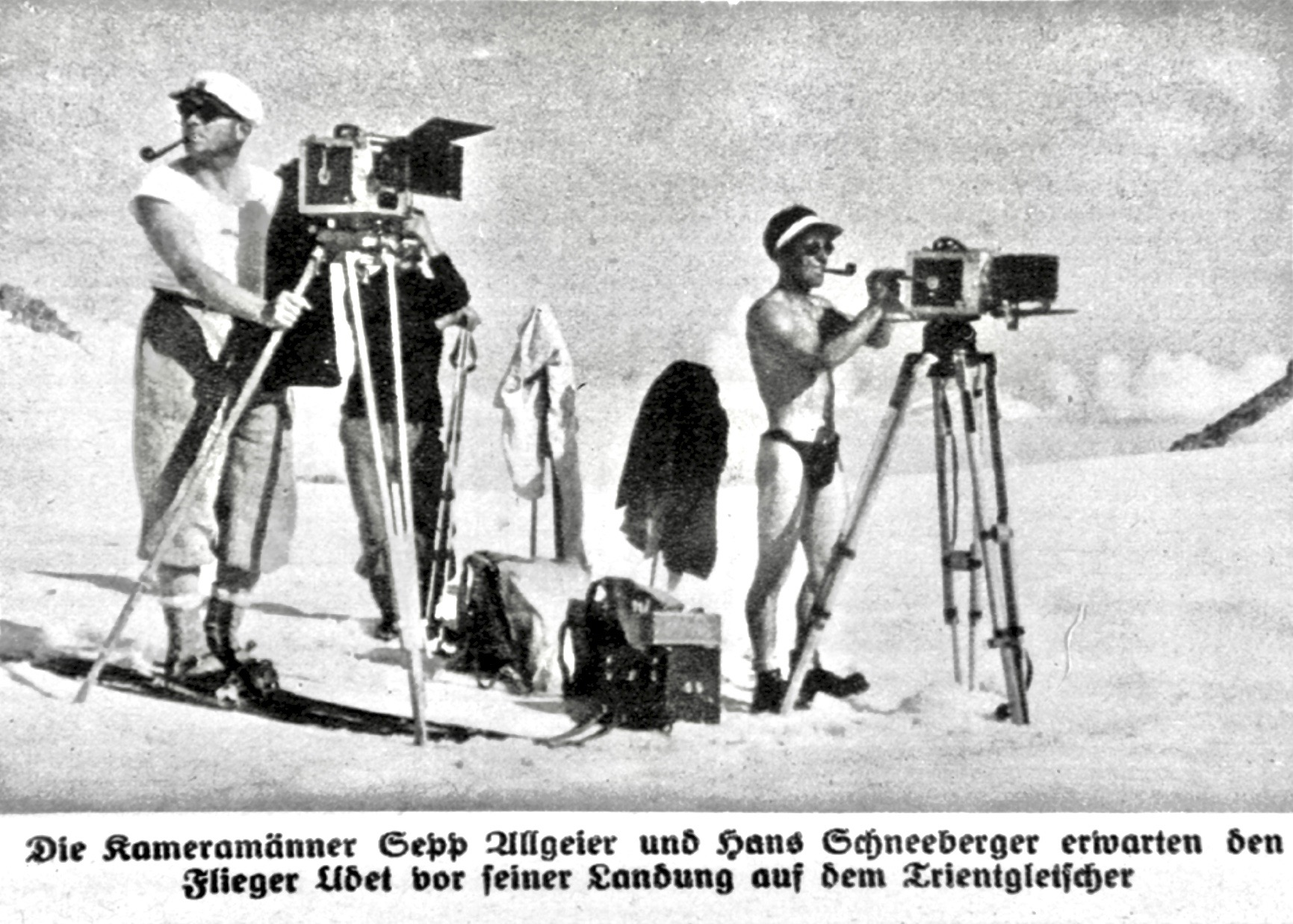
Sepp Allgeier (links, auf Skiern) und sein österreichischer Kollege Hans Schneeberger warten 1930 bei den Dreharbeiten zu Stürme über dem Mont Blanc auf dem Trientgletscher im Mont Blanc-Massiv im schweizerischen Kanton Wallis auf die Landung des Piloten Ernst Udet

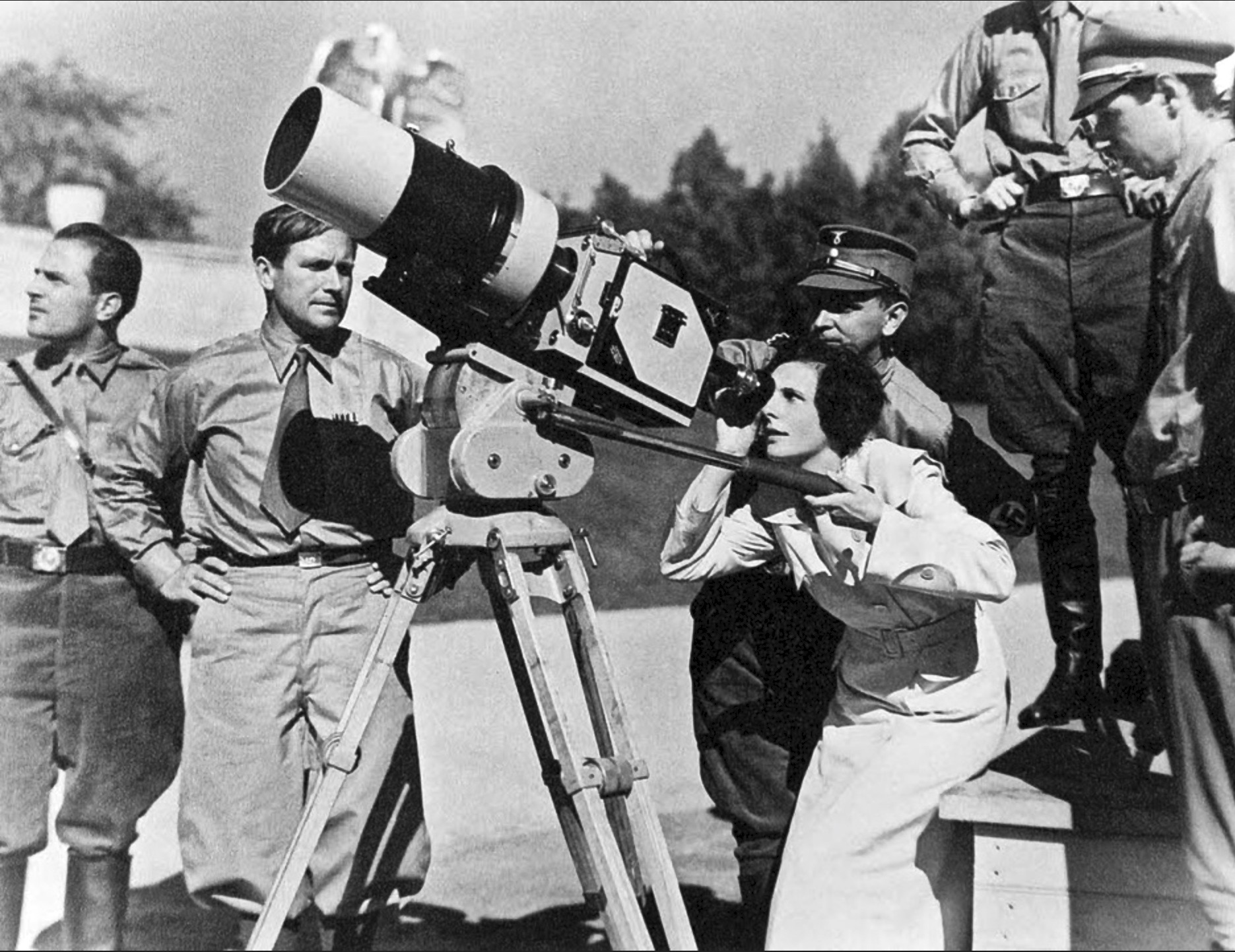
Sepp Allgeier (2. von links) und Leni Riefenstahl bei der Prüfung einer Kameraeinstellung für den Film Triumph des Willens im Jahr 1934 auf dem Zeppelinfeld des Reichsparteitagsgeländes in Nürnberg

Allgeier befestigte die voluminöse und zehn Kilogramm schwere Kamera an seinen Skiern, raste mit ihr Abhänge hinab und ließ sie von Lawinen überrollen, um diese Eindrücke den späteren Zuschauern der Filme hautnah zu vermitteln. Bis zu 50 Kilogramm Ausrüstung schleppte er ins Hochgebirge, das vier Zentner schwere Gerät für die Zeitlupe wurde auf einem großen Schlitten mit Muskelkraft bergauf gezogen. Dieses zeichnete bis zu 2000 Bilder pro Sekunde auf. Er filmte an Steilwänden, über und in Gletscherspalten, die er mit Fackeln ausleuchtete. Mit seinen Filmen machte er den Wintersport populär.

„Es war natürlich für uns junge Skifahrer eine restlos begeisternde Arbeit. Wir haben ja immer erst an zweiter Stelle gefragt, ja sag' mal Arnold [Fanck], was verdienen wir denn so im Monat? Da hat er gesagt, na wartet mal, bis wir den Film nach Amerika verkaufen, dann müsst ihr mal schauen, wie da die Dollar rauschen, aber sie haben auch nicht gerauscht.“

Allgeier suchte stets die berufliche und kreative Unabhängigkeit, die er jedoch nur teilweise fand. Von Film zu Film wollte er neu engagiert werden; um eine Absicherung oder eine Altersvorsorge bemühte er sich nie. Stets stand ihm das jeweils aktuelle Projekt im Vordergrund. Finanziellen Gewinn brachten ihm auch seine eigenwirtschaftlichen Produktionen nicht, stattdessen wurden eher vorhandene Reserven aufgebraucht.
Obwohl ähnlich orientiert, unterschieden sich Allgeiers und Fancks Intentionen beim Ski- und Bergfilm insofern, als Allgeier den Dokumentar-, Landschafts- und Sportfilm präferierte, wie er durch Das Wunder des Schneeschuhs und dessen zweiten Teil mit dem Untertitel Eine Fuchsjagd auf Skiern im Engadin repräsentiert war, während Fanck die Genres Ski- und Bergfilm zum Spielfilm mit Schauspielern ausbaute. Die Teilnahme solcher wenig Bergwelt-affiner „Salontiroler“ entsprach allerdings kaum Allgeiers Vorstellungen.
1922/23 wurde er in der Nordischen Kombination am Feldberg Schwarzwaldmeister und war dort der beste Skispringer. Er galt als herausragender Skifahrer.
Ab 1923 war Allgeier für verschiedene Filmproduktionsfirmen tätig, darunter insbesondere die UFA, 1933/34 auch für ein britisches und ein schwedisches Unternehmen. 1926 war er an einer UFA-Expedition mit Bernhard Villinger beteiligt, die ihn erneut in die Arktis führte.
Der in Südtirol angesiedelte Freiheitskämpfer-Film Der Rebell (1932) fand das Gefallen von Joseph Goebbels und Adolf Hitler. Hitler habe ihn vier Mal angesehen, Goebbels bezeichnete den Film in seiner Rede vor Filmschaffenden im Hotel Kaiserhof als Vorbild. Hitler soll Allgeier ins Braune Haus nach München eingeladen und ihm als Anerkennung für seine vorzügliche Kameraarbeit 5.000 Reichsmark übergeben haben, einen Betrag, den der klamme Allgeier gut brauchen konnte.
Leni Riefenstahl verpflichtete Allgeier 1933 für den propagandistischen Film Sieg des Glaubens und 1934 als Chefkameramann für Triumph des Willens, wo er die Arbeit von 18 Kameraleuten koordinierte. Allgeier und Riefenstahl kannten sich bereits seit 1925 durch gemeinsame Arbeit für Fanck und schätzten sich; Allgeier wird in einer auf zeitgenössischen Dokumenten (auch privaten Tagebüchern und Briefen) basierenden Publikation als einer von Riefenstahls Ex-Liebhabern bezeichnet. Beide galten als zäh und verbissen, wenn es darum ging, ihre hochgesteckten Ziele durchzusetzen und zu realisieren. Allgeiers Arbeit an diesen Reichsparteitagsfilmen, bei denen der größte Anteil von ihm selbst gefilmt worden war, setzte Maßstäbe für die mediale Inszenierung der Massen und die filmische Überhöhung eines Protagonisten, in diesem Fall des so genannten „Führers“. Da sich dieser kaum bewegte, hatte sich die Kamera um ihn herum zu bewegen. Allgeier filmte dazu u. a. auf Rollschuhen, mit Kamerawagen auf Schienen, und bewegte Außenfahrstühle an den Speer'schen Konstruktionen zwischen den Fahnenmasten der Zeppelinfeld-Haupttribüne empor, um eine Totale des Aufmarsches auf dem Zeppelinfeld zu realisieren. Kamerawagen auf Schienen waren für Spielfilme normal, bei Dokumentarfilmen jedoch unüblich. Während Hitlers Korso durch die Stadt Nürnberg nutzte er Dächer, Drehleitern der Feuerwehr, eigens zu diesem Zweck nach außen verlängerte Balkone und niedrig fliegende Klemm-Leichtflugzeuge. Genau wie er die meist männlichen Darsteller seiner Berg- bzw. Bergskifilme gefilmt hatte, nahm er Hitler bevorzugt von unten her auf, sogar durch Mitfahrt in Hitlers großem Cabriolet. Filmhistoriker Friedemann Beyer merkte dazu an: „Er [Allgeier] wusste, wie Verklärung geht; auch die Menschen in seinen Bergfilmen waren in gewisser Weise Heroen.“ Riefenstahl schätzte später grob, dass etwa die Hälfte des fertigen Films aus Aufnahmen Allgeiers bestand.
Der kreative Anteil, den Riefenstahl, Allgeier und die weiteren Kameraleute dazu jeweils einbrachten, die ursprüngliche Idee für bestimmte Einstellungen, Perspektiven und Kamerapositionen bzw. dafür erforderliche technische Lösungen, lässt sich heute nicht mehr individuell zuschreiben.
Am 15. November 1935, also noch vor seinen Aufnahmen der Olympischen Winterspiele 1936, wurde Allgeier durch den Minister für Volksaufklärung und Propaganda, Joseph Goebbels, zum Reichskultursenator (für die Stadt Straßburg) ernannt, womit 3.000 RM als monatliches Salär verbunden waren. Trotz des Sport-Sujets war Allgeier nicht am Olympia-Film Riefenstahls über die Olympischen Sommerspiele 1936 beteiligt, wohl auch nicht an den übrigen Produktionen der Olympia-Film G.m.b.H., die bis 1939/40 entstanden und auch Berg- und Skifilme umfassten.
Allgeier beantragte am 27. September 1937 die Aufnahme in die NSDAP und wurde rückwirkend zum 1. Mai desselben Jahres aufgenommen (Mitgliedsnummer 5.054.173). Unter seinen Kameraarbeiten im Dritten Reich finden sich mehrere propagandistische Arbeiten sowohl im Spielfilm (Friesennot, Ein Robinson, Wetterleuchten um Barbara) als auch im Dokumentarfilm (Ewiger Wald, Der Westwall).
Ab Anfang September 1939 dokumentierte er während des Zweiten Weltkrieges als Mitglied des zivilen, auf Befehl von Hitler eingerichteten Sonderfilmtrupps Riefenstahl zusammen mit seinen Kollegen Guzzi und Otto Lantschner den Überfall auf Polen. Allgeier war zwischen 1940 und 1945 einer von geschätzt 700 Filmberichtern der Propagandakompanien der Wehrmacht für Die Deutsche Wochenschau,. Die Anweisungen für diese Arbeit kamen vorrangig von Goebbels’ Reichsministerium für Volksaufklärung und Propaganda (RMVP).
Als quasi „persönlicher Kameramann“ des „Führers“ galt ab Ende August 1939 Walter Frentz, der für das Führerhauptquartier ausgewählt und abkommandiert wurde und wohl rund ein Drittel des Filmmaterials der Deutschen Wochenschauen beitrug. Die Zuschreibung von Wochenschau-Filmbeiträgen zu bestimmten Kameraleuten ist jedoch nicht in jedem Fall eindeutig möglich, da deren Namen nicht immer, teils auch irrtümlich bzw. fälschlich erwähnt wurden.
Nach 1945 lebte er wieder bei seiner Familie in Freiburg, dokumentierte die Kriegsschäden und den Wiederaufbau seiner Heimatstadt, vertrieb bis zur allmählichen wirtschaftlichen Gesundung Ansichtskarten mit winterlichen Motiven des Schwarzwaldes, produzierte Kultur-, Natur- und Dokumentarfilme, beispielsweise von der Deutschland-Rundfahrt der Radprofis und von den Olympischen Sommerspielen 1952 in Helsinki. Mit der Internationalen Film-Union Remagen bestand daneben ein Vertragsverhältnis. Die Natur nutzte er zur Kontemplation und suchte gezielt die Einsamkeit.
In den Jahren 1953 bis 1955 war Allgeier beim Südwestfunk in Baden-Baden angestellt und in der Abteilung Video-Frequenz für die Ausbildung und Beratung des Film- und Fernsehnachwuchses zuständig. Später erhielt er vom SWF den Titel „Chefkameramann des Filmtrupps“. Unter jüngeren Regisseuren arbeitete er ungern; er wollte aufgrund seiner großen Erfahrung als gleichberechtigter Regiepartner agieren. Er galt neben seiner unzweifelhaft großen Begabung als Künstler und Sportler als physisch außergewöhnlich belastbar, als sehr umgänglich und kameradschaftlich. An seine großen filmischen Erfolge in den 1920er und 1930er Jahren konnte er jedoch nicht mehr anknüpfen. Das Medium Fernsehen und der bei Sendeanstalten herrschende Zeitdruck waren nicht seine Welt. 1955 auf eigenen Wunsch ausgeschieden, blieb Allgeier dennoch bis 1963 freier Mitarbeiter des SWF.

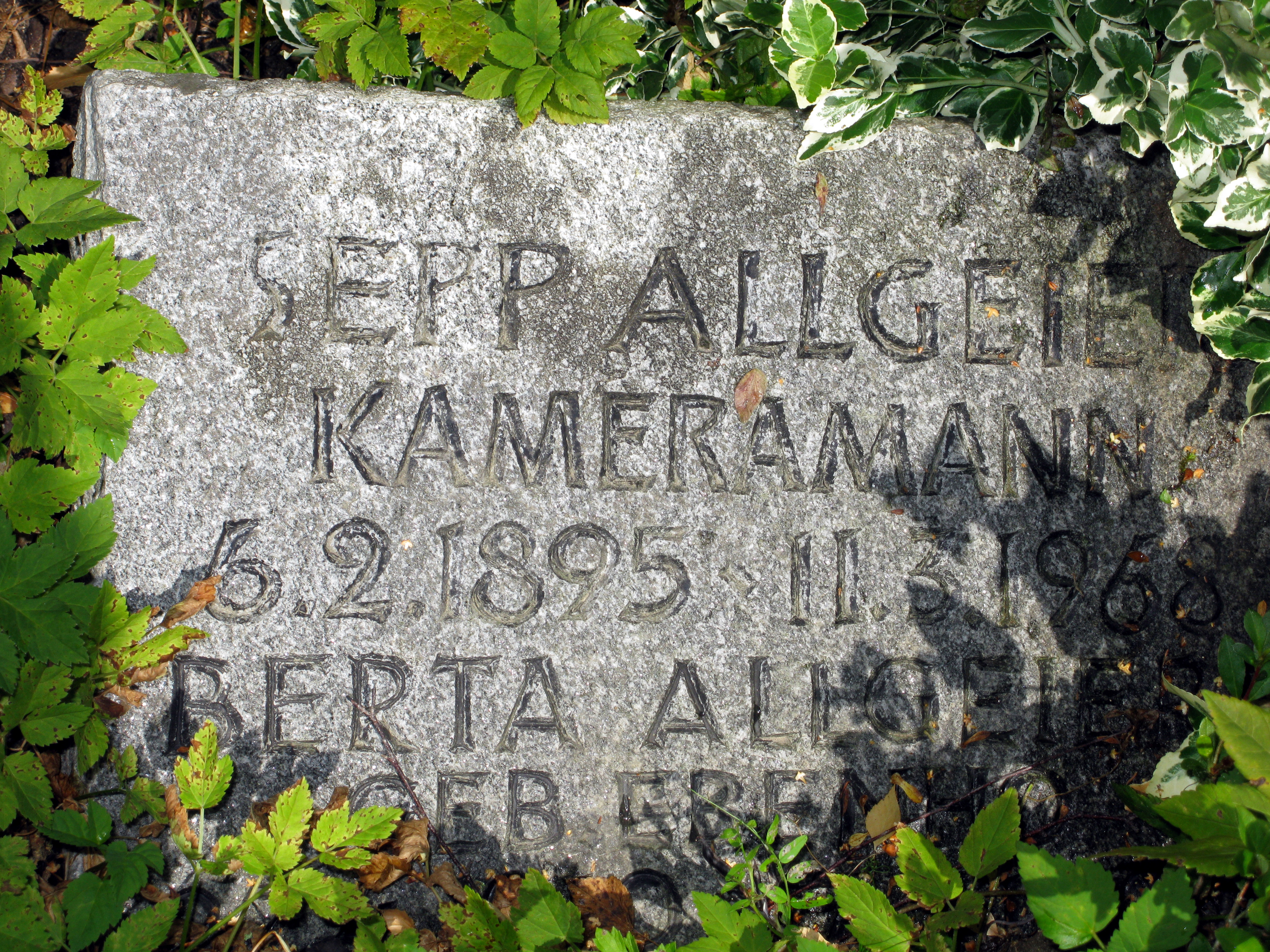
Grabstein von Sepp Allgeier in Freiburg-Günterstal

Bis zum Alter von 68 Jahren war er beruflich aktiv. Allgeier verstarb im Alter von 73 Jahren; sein Grab befindet sich auf dem Friedhof in Freiburg-Günterstal. Für die Beisetzung sandten beispielsweise Hilda und Luis Trenker 1968 ihrem „lieben Freund Sepp“ einen Kranz.

## Ehrungen
- 1966 wurde Allgeier das Filmband in Gold für langjähriges und hervorragendes Wirken im deutschen Film verliehen.[52]
- Im Jahr 1997 wurde in Freiburg-Haslach eine sehr kurze, von der Basler Straße abzweigende Straße als Sepp-Allgeier-Straße benannt.[17] Vorausgegangen waren mehrere Initiativen: 1973 durch Werner Kirchhofer, den Sportreporter der Badischen Zeitung, 1984 durch die Freiburger FDP-Stadtratsfraktion, 1995 durch den Skiverband Schwarzwald. Schließlich kam es auf Vorschlag des Freiburger Bürgermeisters für Kultur, Thomas Landsberg (SPD), zum Stadtratsbeschluss.[2][10] 2020 wurde die Sepp-Allgeier-Straße auf Beschluss des Stadtrats Freiburg umbenannt in Else-Wagner-Straße.[53]
- 1999 fand im Schwarzwälder Skimuseum in Hinterzarten eine Sepp-Allgeier-Ausstellung statt, an der noch lebende Mitarbeiter Allgeiers teilnahmen.[54]
- 2009 fand in Stuttgart im Haus des Dokumentarfilms die Ausstellung 100 Jahre Filmland Baden-Württemberg statt. Der Titel war nicht ganz zutreffend, denn Württemberg war an dem Jubiläum der Badener Filmproduktion nicht beteiligt.[29]

## Kritik
- In seiner TV-Dokumentation für den Südwestrundfunk aus dem Jahr 2018 konstatierte Winfried Lachauer: „Sepp Allgeier hat die Geschichte des Wintersports entscheidend mitgeprägt – durch seine legendäre Kameraarbeit. Unschlagbar an der Kamera wie auf Ski.“[4]
- Der Filmhistoriker Friedemann Beyer konstatierte: „Fanck und Allgeier haben mit dem Bergfilm ein neues Genre erfunden, das auch international großen Erfolg hatte.“ Allgeier sei als versierter Skifahrer und Kletterer „das Wagnis eingegangen, unter extrem schwierigen Bedingungen am Berg zu drehen“. Er gelte als Pionier der Kamerakunst: „Solche Bilder hatte man zuvor noch nicht gesehen.“[2]
- Georg Thoma: „Ich hab den immer bewundert, den Mann. Er war ja auch Sportler, er war Skispringer, er war Langläufer, ist alpin gefahren, hat ja alles gemacht.“[4]
- Politik-Redakteur Wulf Rüskamp monierte in der Badischen Zeitung, man werde wegen der bedeutenden Rolle des Mediums Film während der NS-Zeit „herausgehobene Filmleute wie Fanck und Allgeier nicht als harmlose, ideologisch unbelastete Mitläufer abtun können“.[2]
- Allgeiers ehemaliger Kameraassistent Manfred Kranz erinnerte: „Politisch war Allgeier nie, der wollte drehen, komme, was wolle.“ Dieser sei „vom Erfolg nach oben gespült“ worden. Hitler sei von Allgeiers Arbeitsergebnissen so begeistert gewesen, dass er ihn als seinen persönlichen Kameramann hatte haben wollen. Allgeier habe „sich nach dem Überfall auf Polen 1940, den er für Hitlers Wochenschau filmte, innerlich abgewendet. Was er sah, hat ihn schockiert. Als er dann 1944 die Hinrichtung der Attentäter des 20. Juli in Berlin-Plötzensee filmen sollte, verweigerte er. Das war das Ende seiner Karriere als Hitler-Filmer.“ Kranz’ Kollege, der Kameramann Heinz Stärk,[55] ergänzte dazu: „Er hat Nein gesagt, und vermutlich hat Heinrich Himmler persönlich die Hand über ihn gehalten – mit dem war Allgeier per Du. So ist ihm nichts passiert, das hat er später oft erzählt.“[17]
- Eine von der Stadt Freiburg im Breisgau eingerichtete Kommission zur Überprüfung der Freiburger Straßennamen unter dem Vorsitz des Historikers Bernd Martin empfahl im März 2016, die dortige Sepp-Allgeier-Straße umzubenennen. In deren Begründung heißt es u. a.: „Allgeiers »Meisterstück« für die NS-Propaganda war Triumph des Willens, der Pseudodokumentarfilm über den Nürnberger NSDAP-Parteitag aus dem Jahr 1934. Leni Riefenstahl führte Regie und ihr Kameramann Sepp Allgeier, Chef eines 18-köpfigen Kamerateams, lieferte die spektakulären Bilder. So wie Allgeier in den Bergfilmen die männlichen Protagonisten vor der Kulisse der Hochgebirgslandschaft ästhetisch heroisierte, so inszenierte er jetzt mit der Filmkamera vor den Speer'schen Parteitagskulissen den allmächtigen Führer eines neuen nationalsozialistischen Reiches. Triumph des Willens ist die beispiellose filmische Ästhetisierung des Führerkultes: Im Mittelpunkt steht Hitler als Erlöser, der von den in Reihe und Glied angetretenen Massen eine geradezu religiöse Verehrung erfährt. Um diesen gewünschten Effekt zu erzielen, setzte Allgeier alle ihm zur Verfügung stehenden technischen Mittel ein, so etwa fahrbare Kameras auf Schienen oder einen Fahrstuhl an einem der Fahnenmasten, um die Perspektive einer Totalen von oben zu gewinnen. Bevorzugt filmte er Hitler auch aus der Perspektive von unten, um dessen Überhöhung zu inszenieren, und er fuhr in Hitlers Limousine mit, um den »Führer« ins richtige Bild zu setzen. Hitler und die bedingungslos an ihn glaubende Volksgemeinschaft, »ein Volk – ein Reich – ein Führer« – das ist die banale propagandistische Botschaft des Films. Triumph  des Willens, laut NS-Propaganda eine »Kraftquelle für die ganze Nation«, wurde zu einer der wirkungsmächtigsten  Filmproduktionen des Dritten Reiches. Für die suggestive Macht der Bilder sorgte neben dem raffinierten Filmschnitt der Regisseurin Leni Riefenstahl die Kamera des Freiburgers Sepp Allgeier, der bis Kriegsende seine ganze Tätigkeit in den Dienst der NS-Propaganda stellte.“[10][2][56]
  - Der Freiburger Historiker Werner Klipfel, der sich sehr umfassend mit Allgeiers Wirken und Werk befasst hat, erläuterte seine Position gegen eine Umbenennung der Sepp-Allgeier-Straße: „Wir machen den Fehler, die Taten von Leuten wie Allgeier aus heutiger Perspektive und mit heutigem Wissensstand zu betrachten.“ Klipfel hielt in diesem konkreten Fall eine zusätzlich angebrachte erläuternde Tafel an den Straßenschildern für ausreichend.[17]
  - Auch Filmhistoriker Friedemann Beyer betrachtete die Umbenennung der Sepp-Allgeier-Straße mit Skepsis: „Ein Kameramann ist immer auch ein Dienstleister seines Regisseurs.“[2]
- Ein US-amerikanisches Nachschlagewerk zum Deutschen Kino notierte über Allgeier: „As cocreator with Fanck on the mountainfilm, Allgeier gave the genre its sense of danger and excitement. His camera was tied to snowshoes, raced down mountains, got buried in snow, and otherwise captured the sensuous feel of the outdoors. Allgeier also worked with Luis Trenker, another director of mountain films and other films of adventure. For Trenker, he continued to capture the beauty of the outdoors in films such as Berge in Flammen (Mountains in Fire, 1931); Der Rebell (1932), released with a slightly different cast as The Rebel  in 1933; and Der Berg ruft (The Mountain Calls, 1938). – Allgeier became Riefenstahl's head cinematographer on her propaganda masterpiece Triumph des Willens (Triumph of the Will, 1935), a film that had 18 other cameramen. Allgeier is credited with creating the mass dynamics that give the film its monumental effect. As a member of Riefenstahl’s film team on the front in Poland, Allgeier also contributed to the weekly newsreels that were compiled by Fritz Hippler from his headquarters in Berlin.“[34]
- Bill Niven, Professor of Contemporary German History an der Nottingham Trent University, führt in seiner Publikation Hitler and Film: The Führer's Hidden Passion aus: „It has often been suggested that the German mountain films of the Weimar Republic were in a sense pre-fascist: here, then, was one Weimar Republic tradition to which Hitler could explicitly connect. Whether such claims are fair or not, many of those who directed or acted as cameramen for mountain films – key examples being Arnold Fanck, Luis Trenker, Sepp Allgeier and, of course, Riefenstahl – went on to have important careers under Nazism and, in the case of Riefenstahl, Fanck and Allgeier, to film Nazi documentaries. It seems it was a short step from filming mountains to filming fascism. That the Nazis saw mountain films as appropriate for the heroic occasion is demonstrated, for instance, by the inclusion of several of them in the list of recommended films for Heroe’s Commemoration Day in 1934, where The Blue Light features alongside Fanck’s SOS Iceberg and his Storm over Mont Blanc (1930).“[57]

## Veröffentlichungen (Auszug)
- mit Arnold Fanck u. Hannes Schneider: Wunder des Schneeschuhs – Ein System des richtigen Skilaufens und seine Anwendung im alpinen Geländelauf (mit mehr als 1000 Fotos von Sepp Allgeier).[25] Gebr. Enoch Verlag, Hamburg 1925.
- mit Gyula Arató, Ernst W. Baader, Arnold Fanck und Hans Schneeberger:  Sprunglauf, Langlauf. Gebr. Enoch Verlag, Hamburg 1926.
- Die Jagd nach dem Bild – 18 Jahre als Kameramann in Arktis und Hochgebirge. Engelhorn Nachf., Stuttgart 1931.

## Mitgliedschaften
- Ehrenmitglied des Ski-Clubs Freiburg im Breisgau[12]

## Filmografie
Bei allen genannten Filmtiteln wirkte Allgeier als Kameramann, teilweise auch als Regisseur und Drehbuchautor.
- 1912: Alpine Technik des Kletterns im Fels, auch Regie
- 1913: Die Tragödie der Schröder-Strantz-Expedition
- 1913: 4628 Meter hoch auf Skiern – Besteigung des Monte Rosa, auch Regie
- 1913: Über den Brenner von Innsbruck nach Meran, auch Regie
- 1913: Mit der Kamera im ewigen Eis, auch Regie[58]
- 1914: In den Bergen Thessaliens
- 1916: Durchs Höllental und die Ravennaschlucht nach Titisee, auch Regie
- 1919/20: Das Wunder des Schneeschuhs, 1. Teil, auch Darsteller
- 1921: Im Kampf mit dem Berge
- 1921: Jiu-Jitsu – Die unsichtbare Waffe
- 1921/22: Das Wunder des Schneeschuhs, 2. Teil: Eine Fuchsjagd auf Skiern durchs Engadin, auch Darsteller
- 1922: Pömperlis Kampf mit dem Schneeschuh
- 1922: Die deutschen Kampfspiele 1922
- 1923: 1000 Dollar Belohnung
- 1924: Der Berg des Schicksals
- 1924: Die weiße Kunst, auch Regie und Darsteller
- 1925/26: Der heilige Berg
- 1926: Wintersport im Schwarzwald, auch Regie
- 1927: Milak, der Grönlandjäger, auch Darsteller[59]
- 1927: Frau Sorge
- 1927: Alpentragödie
- 1927: Der große Sprung
- 1927: Im Luxuszug
- 1927/28: Das weiße Stadion
- 1928: Der Kampf ums Matterhorn[60]
- 1928: Nordlandbilder
- 1929: Tagebuch einer Verlorenen
- 1929: Die weiße Hölle vom Piz Palü
- 1930: Stürme über dem Mont Blanc
- 1931: Berge in Flammen
- 1932: The Doomed Battalion
- 1932: Baroud
- 1932: Der Rebell
- 1933: Der Sieg des Glaubens
- 1933: Der Traum vom Rhein
- 1933: Schwarzwaldbauern
- 1934: Wilhelm Tell – Das Freiheitsdrama eines Volkes
- 1934: The Queen’s Affair
- 1934: Der Springer von Pontresina
- 1935: Triumph des Willens, auch fotografische Leitung (Chefkameramann)
- 1935: Verlaß mich niemals wieder (Escape Me Never)
- 1935: Friesennot / Dorf im roten Sturm
- 1935: Training zum Skifilmen
- 1935/36: Freiburg im Breisgau, das Tor zum Hochschwarzwald, auch Regie
- 1936: Standschütze Bruggler
- 1936: Jugend der Welt. Der Film von den IV. Olympischen Winterspielen in Garmisch-Partenkirchen 1936
- 1936: Ewiger Wald
- 1937: The Great Barrier
- 1937: Peter im Schnee
- 1937: Schwarzwald-Melodie, auch Regie
- 1937: Der Berg ruft
- 1939: Der Westwall
- 1939: Der Sohn der Mitternachtssonne (Midnattsolens Son)
- 1939/40: Feldzug in Polen
- 1939/40: Ein Robinson – Das Tagebuch eines Matrosen
- 1939/40: Das sündige Dorf
- 1941: Der Sieg im Westen
- 1941: Wetterleuchten um Barbara
- 1941: Schwarzwaldzauber, auch Regie
- 1949: Waldbauern, auch Regie
- 1949: Dröhnende Motoren
- 1949: Der große Bergpreis
- 1949/50: Heimat, die uns blieb, auch Drehbuch und Regie
- 1950: Wintersonne über dem Schwarzwald, auch Regie
- 1950: Frühlingserwachen am Kaiserstuhl[61]
- 1950: Skiflieger
- 1950: Helden der Landstraße, auch Drehbuch und Regie
- 1950/51: Ritter der Pedale
- 1951: Die Passion
- 1951: Grenzstation 58
- 1951: Es steht eine Mühle…
- 1951: Baden – der Garten Deutschlands
- 1951–1953: Winterlicher Schwarzwald, auch Drehbuch und Regie
- 1952: Olympia Helsinki (Mailmat Kohtaavat)
- 1953: In der Heimat der Welse
- 1953: Kaiserstuhl, südliches Land am Oberrhein
- 1954: In der Fremde zu Haus
- 1955: Ein Damm gegen die Sintflut (TV)
- 1955: Baden-Baden-Bagdad-Basra
- 1955: 2000 Jahre Türkei
- 1955: Das Reich der Hethiter

## Videos
- Das Wunder des Schneeschuhs (Marvels of the Snowshoe), 1920. Kamera: Sepp Allgeier, Fragment 31:32 Min., auf: youtube.com
- Tod im ewigen Eis (mit historischen Filmaufnahmen von Sepp Allgeier), 29:24 Min., auf: youtube.com
- Winfried Lachauer: Ski erobern den Schwarzwald – Die Erfolgsgeschichte des Wintersports, SWR-Dokumentation mit historischen Aufnahmen von Sepp Allgeier und Interview-Ausschnitten von diesem und Arnold Fanck, gesendet am 12. Januar 2018, 20:15 Uhr, 89:41 Min. (abrufbar bis 19. Januar 2019), auf: ard-mediathek.de